# Station Dynów
Station Dynów is een spoorwegstation in de Poolse plaats Dynów.